# Крюгер, Эдуард Фёдорович
Эдуа́рд Фёдорович Крю́гер (1829—1897, полное имя Эдуард Готлиб Фридрих Крюгер) — петербургский архитектор конца XIX века, академик Императорской Академии художеств.

## Биография

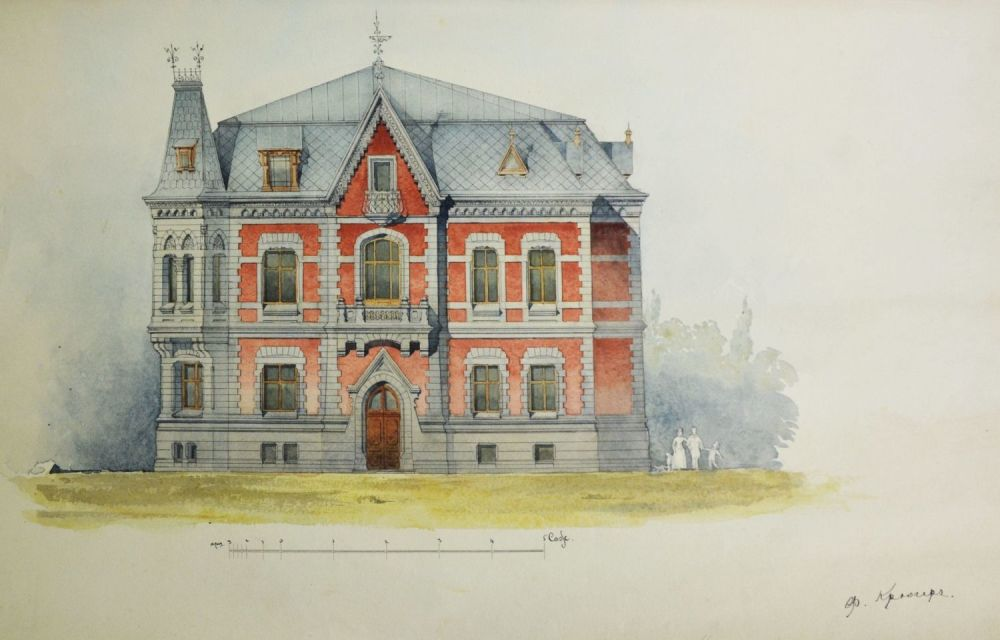
Проект особняка в Санкт-Петербурге (1860-е)

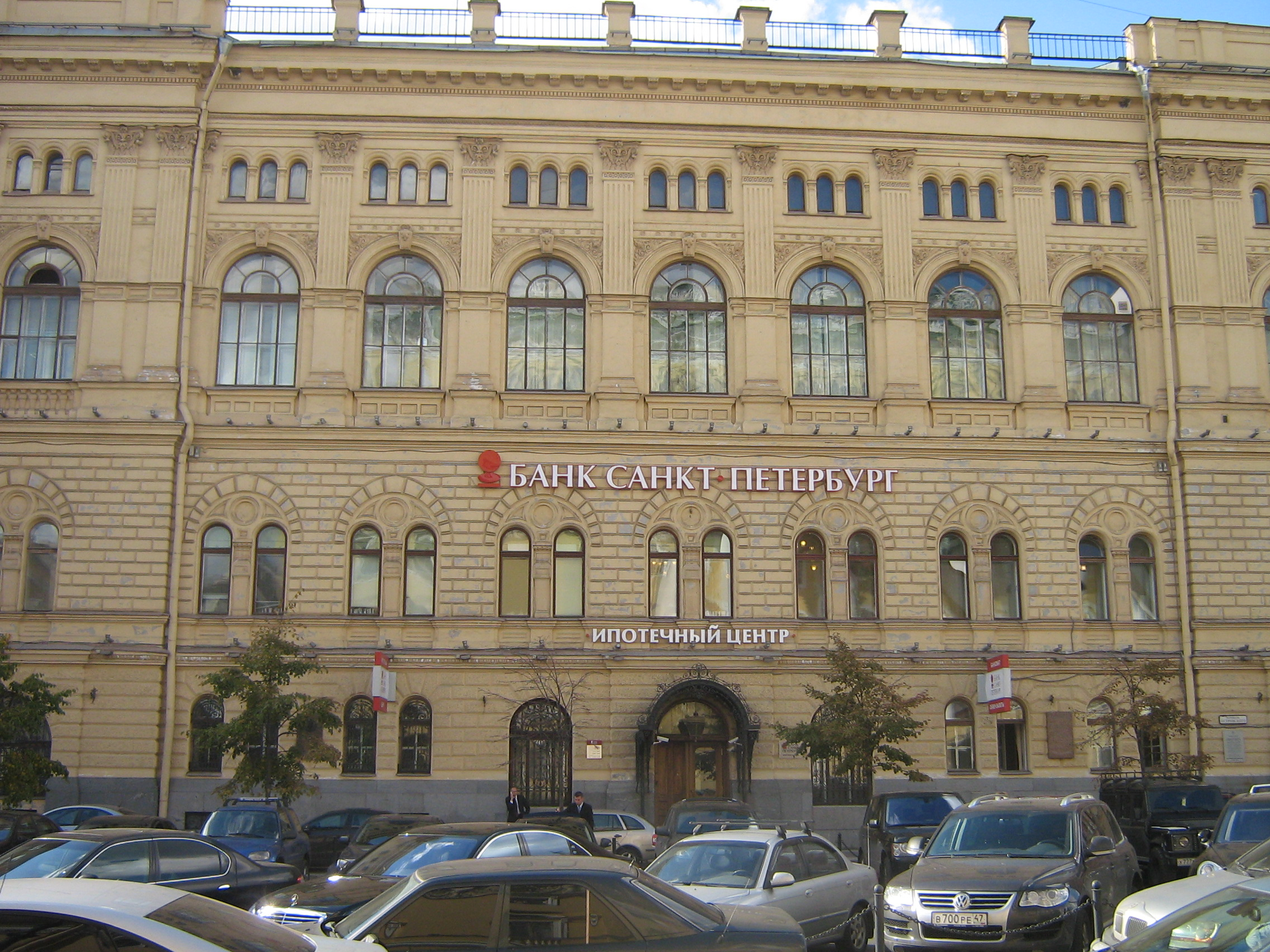
Здание Городского кредитного общества в Петербурге (современный вид)

Учился в Императорской Академии художеств, которую окончил в 1855 году.
Звание академика (после 1855).
Среди основных построек в Петербурге: производственные здания Товарищества Сампсониевской мануфактуры (1859–1862), доходные дома (наб. канала Грибоедова, 118, 1866; Жуковского, 39, 1870; Невский пр., 94, 1870; ряд домов на 10-й линии Васильевского острова, 39, 41, 43 и др.)

## Семья
В Петербурге семья Крюгеров проживала в доме №7 по 8-й линии Васильевского острова.
- Сын Крюгер, Эдуард Эдуардович (Эдуард Фридрих; 1857—1924) — петербургский архитектор, смотритель зданий Главного Управления уделов[1].
  - Внук (сын Эдуарда Эдуардовича), Эрнест Эдуардович Крюгер (1889—1941) — инженер-конструктор, кораблестроитель[1].
- Сын Фёдор Эдуардович Крюгер (Фридрих Якоб Вильгельм; 1863—1921) — архитектор, автор построек в Петербурге, Осташкове и Новгороде[1].

## Важнейшие постройки
В 1876-1879 гг. совместно с архитекторами В. А. Шрётером и Э. Г. Юргенсом спроектировал здание для Санкт-Петербургского городского кредитного общества на площади у Александринского театра (современный адрес: площадь Островского, дом 7).
- Производственные здания т-ва Сампсониевской мануфактуры – двор. Большой Сампсониевский пр., 38 (1859—1862)
- Доходный дом (включение существующего дома). Грибоедова наб.к., 118 (1866) [5]
- Доходный дом (включение существующего дома). Жуковского ул., 39 (1870) [6]
- Доходный дом – левая часть. 18-я линия ВО, 35 (1870)
- Доходный дом К. Я. Крюгер[7] (перестройка и расширение). Невский пр., 94 — Маяковского ул., 2 (1870, 1876, 1879) [8]
- Доходный дом (перестройка и расширение). 1-я линия ВО, 22 — Репина ул., 23 (1872—1873) [9][10]
- Доходный дом (перестройка и расширение). 1-я линия ВО, 24 — Репина ул., 25 (1872—1873) [11][12]
- Доходный дом. Разъезжая ул., 46 (1873) [13]
- Доходный дом Е. Н. Сухомлиной (П. И. Баранова), правая часть. Егорова ул., 18 — 6-я Красноармейская ул., 9-11 — 5-я Красноармейская ул., 12-14 (1873—1874) [14][15]
- Доходный дом (полная перестройка). Бугский пер., 1 – Волжский пер., 3 (1874) [16]
- Доходный дом. Восстания ул., 43 — Саперный пер., 17 — Виленский пер., 2 (1874—1875) [17]
- Доходный дом. Марата ул., 67 – Социалистическая ул., 17 (1874—1875) [18]
- Доходный дом – левая часть. 8-я линия ВО, 45 – Средний пр. ВО, 34 (1874—1875) [19]
- Доходный дом купца Н. С. Львова. 10-я линия, 39 (1876—1877) [20]
- Доходный дом купца Н. С. Львова. 10-я линия ВО, 41 (1876—1877) [21]
- Доходный дом Н. С. Львова. 10-я линия ВО, 43 (1876) [22]
- Здание городского кредитного общества. Островского пл., 7 (1876—1879) [23]
- Лютеранская церковь св. Николая в Лигове. Партизана Германа ул., 18к3 (1909) [24]